# مملو
مملو هي قرية في مقاطعة نقدة، إيران. يقدر عدد سكانها بـ 407 نسمة بحسب إحصاء 2016.